# 光明节灯台

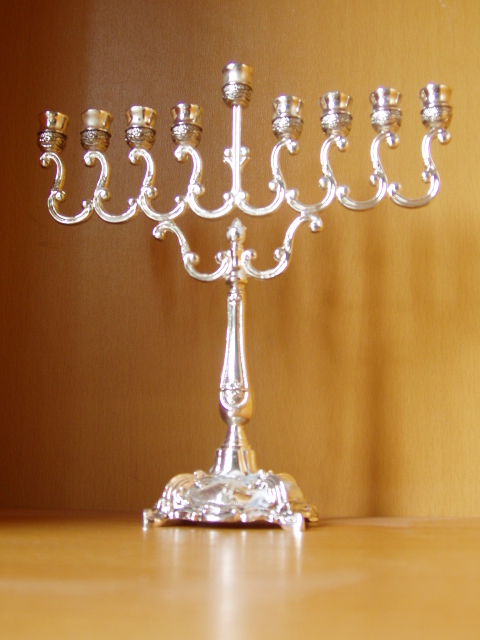
常见的光明节灯台式样

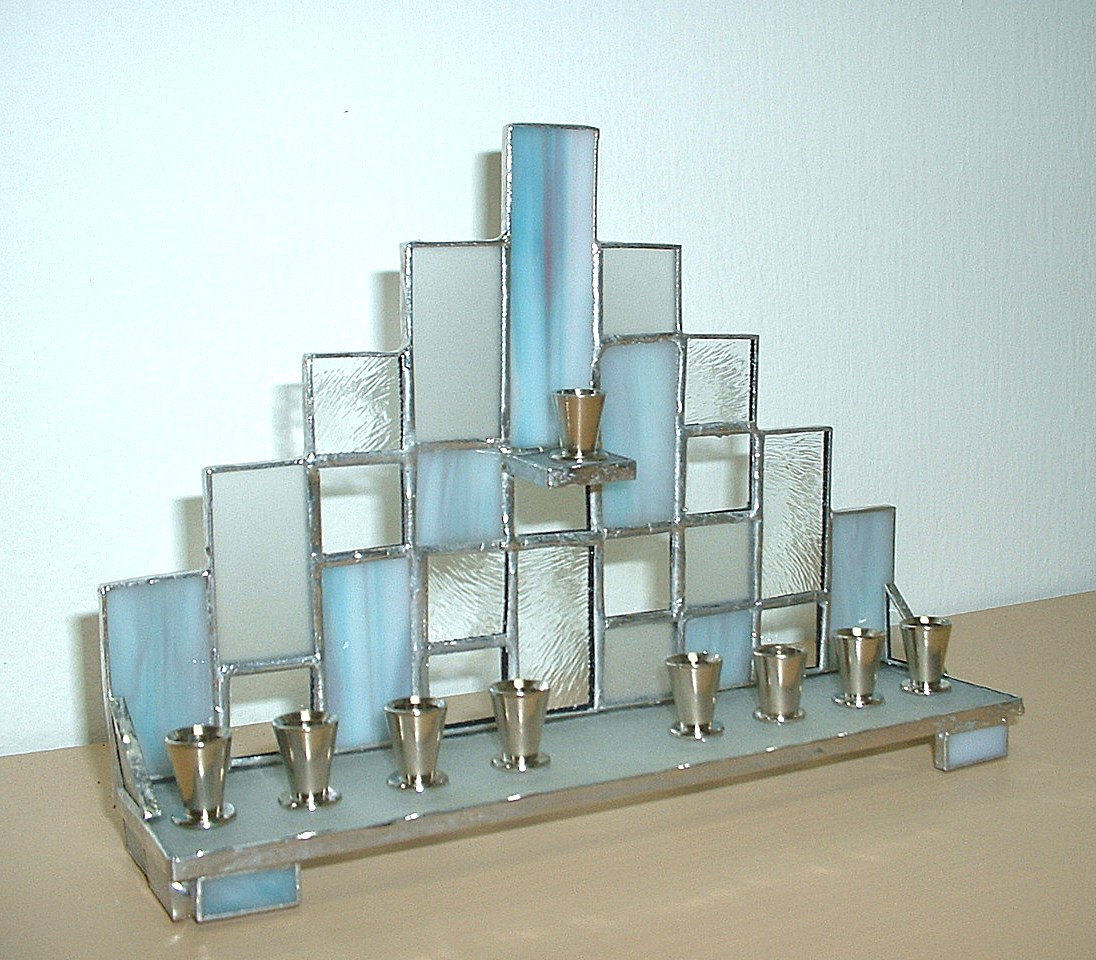
現代的九燈燭臺

光明节燈臺（希伯來語：‎，转写：M'noraht Khanukkah，Menorot）是瑪喀比成功領導猶太人反抗希臘塞琉古帝國統治而慶祝再獻聖殿節的九燈燭臺。根據塔木德記載，猶太人戰勝希臘人後發現剩下的純淨橄欖油只夠燈臺無休止燒一天，但燈油神奇地持續燒了八天，直到獲得新橄欖油供應。